# عصارة ملابس

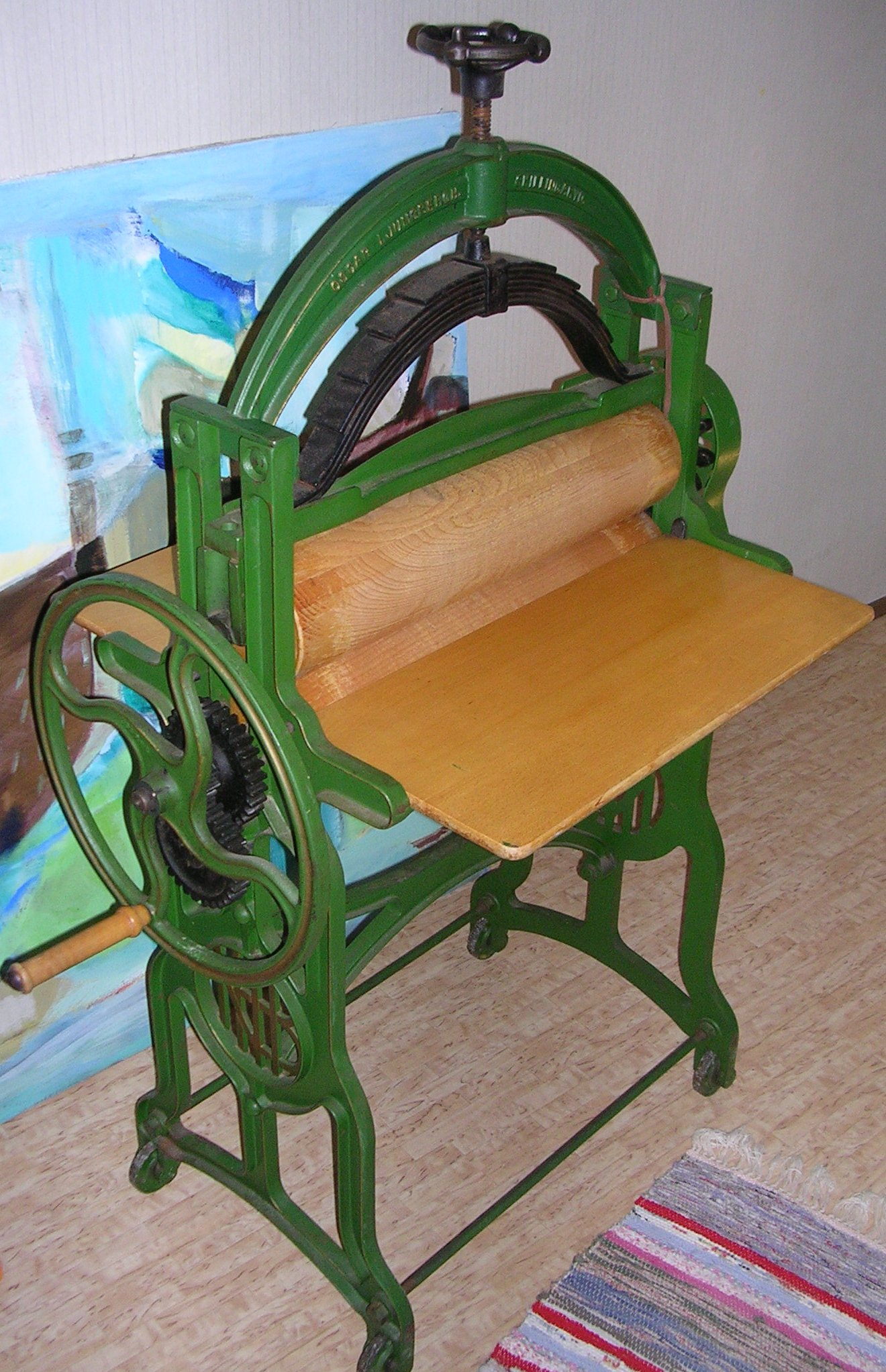
آلة عصر نوراهامرز بروك موديل 3005-2 تعود لعام 1934 م.

عصارة الملابس (الجمع: عَصَّارَات المَلَابِس) هي آلة غسيل مساعدة، تتكون من بكرتين مثبتتان على إطار قوي، متصلة بواسطة تروس تدار بواسطة اليد أو كهربائياً. تستخدم هذه الآلة لتخليص قطع الملابس المغسولة من الماء بواسطة الضغط.

## وصلات خارجية
- Boston Public Library. تجارة الغسيل، تشمل آلات عصر ملابس تعود للقرن التاسع عشر